# Gunvor Pontén
Gunvor Margareta Pontén (født 11. februar 1929 i Stockholm, død 16. februar 2023 samme sted) var en svensk skuespillerinde. Hun dimitterede fra Dramatens elevskola i 1954 og nåede at medvirke i over 50 film og tv-serier.
Pontén var sin karriere tilknyttet mange forskellige teatre i Sverige, blandt andet Folkteatern i Göteborg og Oscarsteatern.

## Privatliv
Pontén blev i 1960 gift med scenografen Ingvar Danielsson, og de fik samme år datteren Nina Pontén. Parret blev skilt i 1968.
Gunvor Pontén var kusine til modedesigneren Gunilla Pontén (1929-2019) og skuespilleren Tomas Pontén (1946-2015). Hun døde den 16. februar 2023, fem dage efter sin 94-års fødselsdag.

## Udvalgt filmografi
- Hvor er min kone? (1949, ukrediteret)
- Den hvide kat (1950)
- Hun dansede en sommernat (1951)
- 69, sergenten og jeg (1952)
- En tosset tvilling (1953)
- Glasbjerget (1953)
- Forårslængsel (1954)
- Foreign Intrigue (tv-serie, 1955)
- Danse-Salonen (1955)
- Halløj i flåden (1955)
- Bröderna Malm (tv-serie, 1972-1974)
- Ungkarlshotellet (1975)
- Babels hus (tv-serie, 1981)
- Sejled' op ad åen (film) (1981)
- Mig og damerne (1983)
- Varuhuset (tv-serie, 1989)
- Tre kärlekar (tv-serie, 1989)
- Brandbilen som forsvandt (1993)
- Lotte flytter hjemmefra (1993)
- Drømmehuset (1993, kun stemme)
- Tic Tac (1997)
- Livet i Fagervik (tv-serie, 2008)
- Psalm 21 (2009)
- Fjällbacka-mordene - Tyskerungen (2013)
- Orion (2013)
- Killing Grandma (kortfilm, 2017)